# Fotoskolan Göteborg
Fotoskolan i Göteborg är en kommunal yrkeshögskola och en av Sveriges tre fotografiska yrkeshögskolor (2010). Den ligger på Lindholmen i nära anslutning till Lindholmen Science Park. Skolan har funnits sedan 1966 och antar varje läsår 24 studenter. Utbildningens längd är fyra terminer varav en är praktik.

## Historia
Skolan startades 1966 på initiativ av fotograferna i Göteborg där Simon Lemark (porträttfotograf) och Sixten Sandell (chefsfotograf på Wezäta) var några av de mest pådrivande. Först låg den på Ingenjörsgatan på Otterhällan där den kom att ligga i 30 år. Skolan var från början utrustad med tre ateljéer varav den stora var på ca 100 m². Det fanns ett svarvitt lab, ett färglab samt filmframkallning både för färg och svartvitt. Under den analoga perioden 1966-2003 hanterades följande kemiska processer: svartvit filmframkallning, svartvit bildkopiering, framkallning av negativ färgfilm (C41), framkallning av diapositiv färgfilm (E6), bildkopiering från negativ färgfilm (RA-4) samt bildkopiering från diapositiv färgfilm (Cibachrome). Framkallning av färgmaterialet gjordes med olika typer av framkallningsmaskiner utom under de första åren. 2003-2009 utgjordes kemin till största delen av framkallning av färgpapper (RA-4). En digital fil skickades till en exponeringsenhet (Epsilon) som exponerade papperet som låg på en rulle i maskinen, därefter skars papperet av och framkallades i en framkallningsmaskin (Colenta). Sedan 2010 finns ingen kemihantering.
Vid starten var den en tvåårig yrkesskola och tillhörde Göteborgs Stads Yrkesskolor. Man antog 14 elever, ett antal som successivt har ökats genom åren. De första lärarna som anställdes var Håkan Berg och Rolf Svensson. Under alla år har avslutningsklassen arrangerat en fotoutställning på någon plats i staden.
1975 upphörde yrkesskolorna och blev yrkeslinjer inom gymnasieskolan, Fotoskolan blev en specialkurs. Utbildningen kom att heta utbildning av fotopersonal och fick en ny läroplan. Skolan bytte namn till Sven Wingquist gymnasium. 1987 bytte skolan namn till Lindholmens gymnasium men Fotoskolan blev kvar på samma plats och utbildningen fortsatte som tidigare. Under 1980-talet utrustades skolan med både videoredigering och bildspelsutrustning.
1989 beslutade skolstyrelsen i Göteborg att Fotoskolan skulle läggas ned. Efter en massiv protest från branschen med protestlistor och uppvaktning av politiker samt inslag i Västnytt backade skolstyrelsen. Resultatet blev att Fotoskolan kom att tillhöra Vasa vuxengymnasium från och med höstterminen 1990. 1995 ändrades utbildningen till en tvåårig påbyggnadsutbildning för fotografer med 1 200 timmars lärarledd utbildningstid. Det tillkom nya ämnen såsom bildgestaltning och bildanalys, kommunikation och mediekunskap, datakunskap för media, digital bild för tryck, videoproduktion och företagsekonomi för fotografer. 1996 flyttade Fotoskolan från Ingenjörsgatan till Vasa vuxengymnasiums hus på Molinsgatan. Man kom till mindre men nyrenoverade lokaler men det fanns fortfarande en stor ateljé samt svarvitt lab, färglab, filmframkallning både för färg och svartvitt. Vasa vuxengymnasium hade en stor datasal med Macdatorer vilket blev starten för skolans digitala utveckling. Samtidigt ändrades utbildningstiden från fyra till tre terminer enligt regeringsdirektiv för påbyggnadsutbildningar. 
2002 flyttade Fotoskolan till Lindholmen för att man ville samla alla mediautbildningar under samma tak. Skolan fick namnet Studium i Göteborg  AB. 2005 blev Fotoskolan en Kvalificerad yrkesutbildning och utbildningen återgick till fyra terminer varav en termins praktik. Skolans namn blev KY-Akademien vid Studium. 2010 blev Fotoskolan en Yrkeshögskoleutbildning på fyra terminer varav en termins praktik. Skolans namn blev Yrkeshögskolan i Göteborg, detta kom att ändras då namnet redan var upptaget av en annan utbildning och   ändrades då till YRGO och själva utbildningen heter Yrkesfotograf. På hösten 2016 utkom jubileumsboken Fotografisk utbildning Göteborg 50 år 1966-2016. Emellertid blev tiden som Yrkeshögskola kort då utbildningen upphörde sommaren 2017. Myndigheten för Högskoleutbildningar har beslutat att enbart bevilja pengar till fotografutbildningar i Stockholmsregionen. I samband med att boken gavs ut bildades föreningen Fotoskolan i Göteborgs alumner som har som målsättning att dela ut ett stipendium till en avgångsstudent. Det blev dock bara en student som fick den äran innan utbildningen lades ned. Föreningen fortsätter dock sin verksamhet med att arrangera olika aktiviteter för gamla studenter och lärare.

## Bildgalleri från skolan

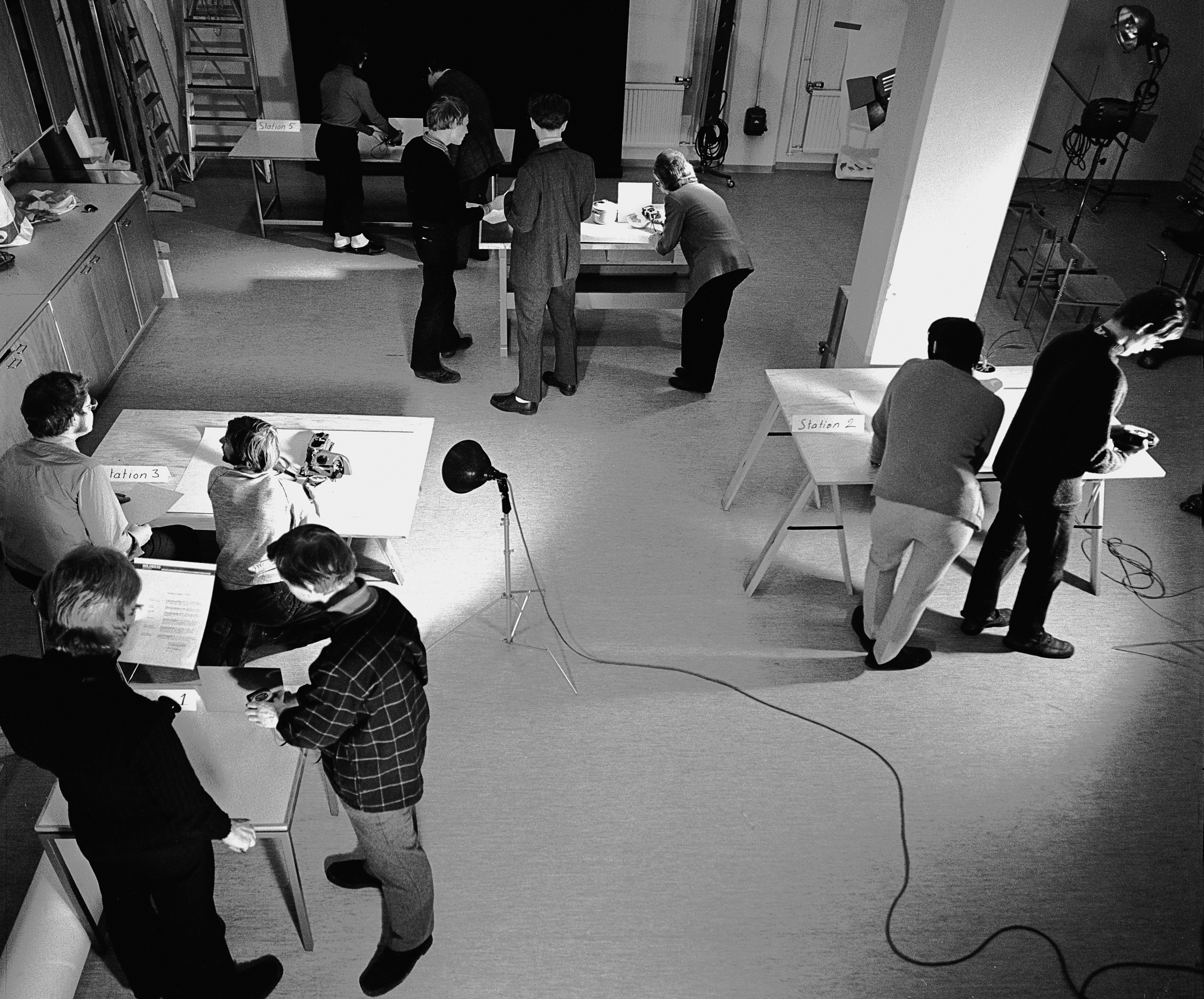
Övning i ljussättning i stora ateljén 1970. Ingenjörsgatan.
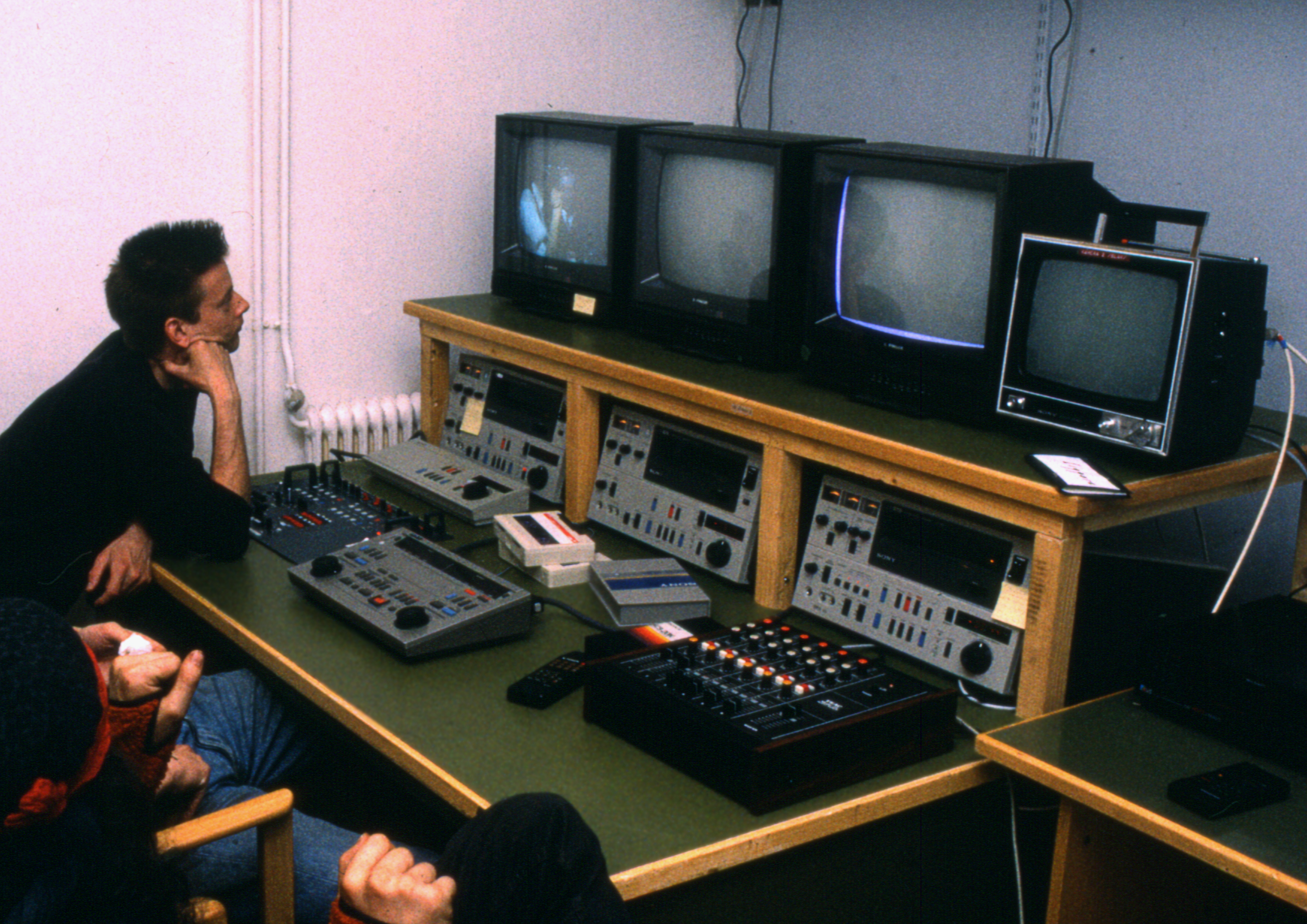
Videoredigering. Ingenjörsgatan
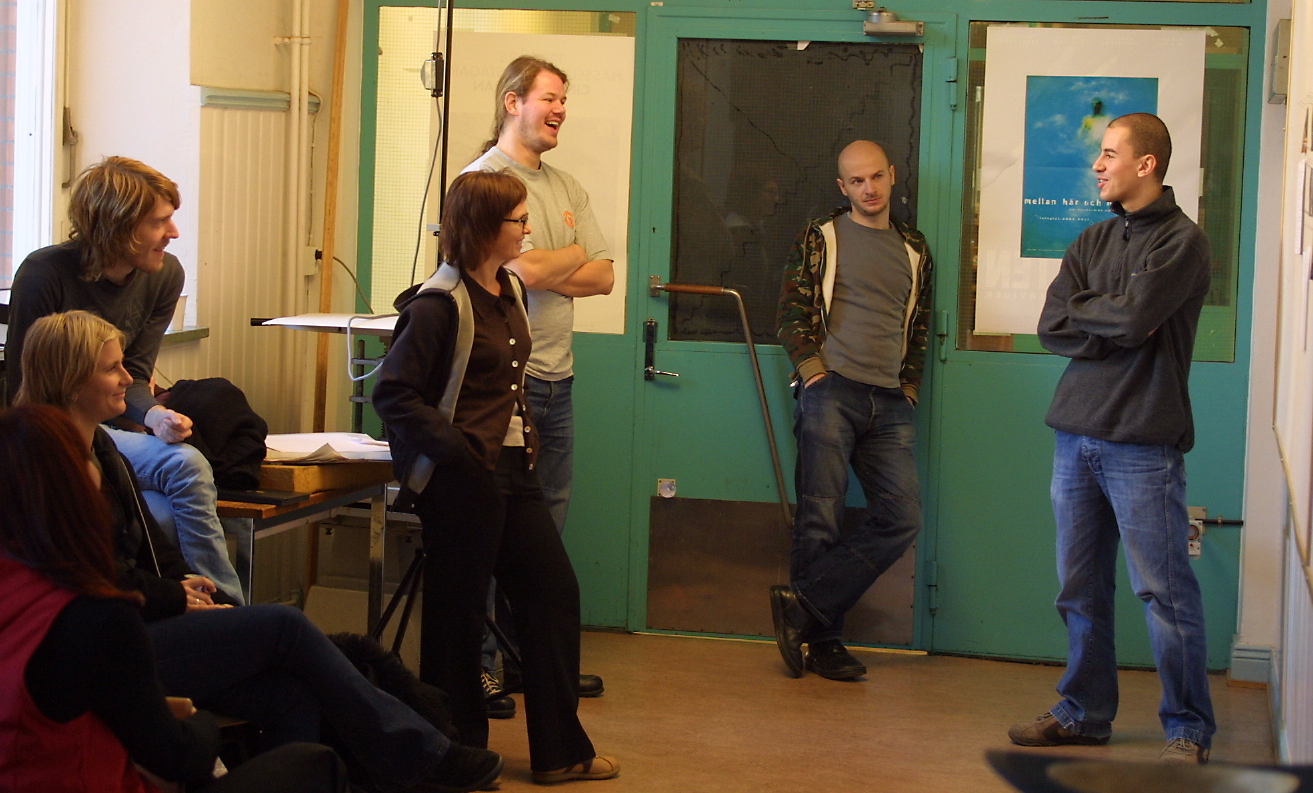
Redovisning av bilder i fotokorridoren på Vasa Vuxengymnasium.
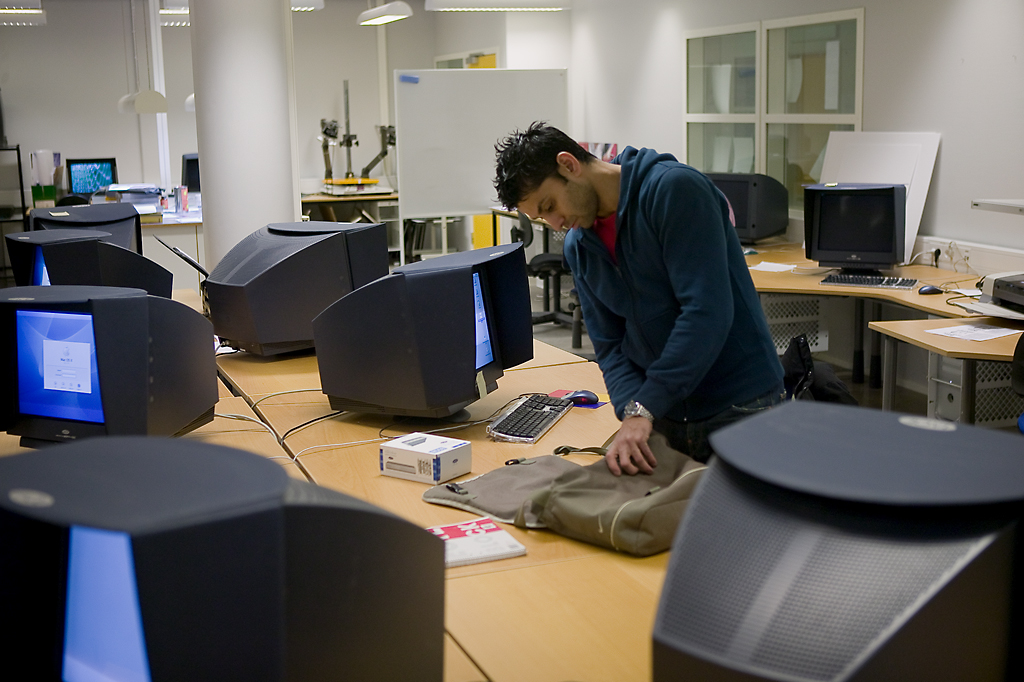
Student bland datorerna. Lindholmen
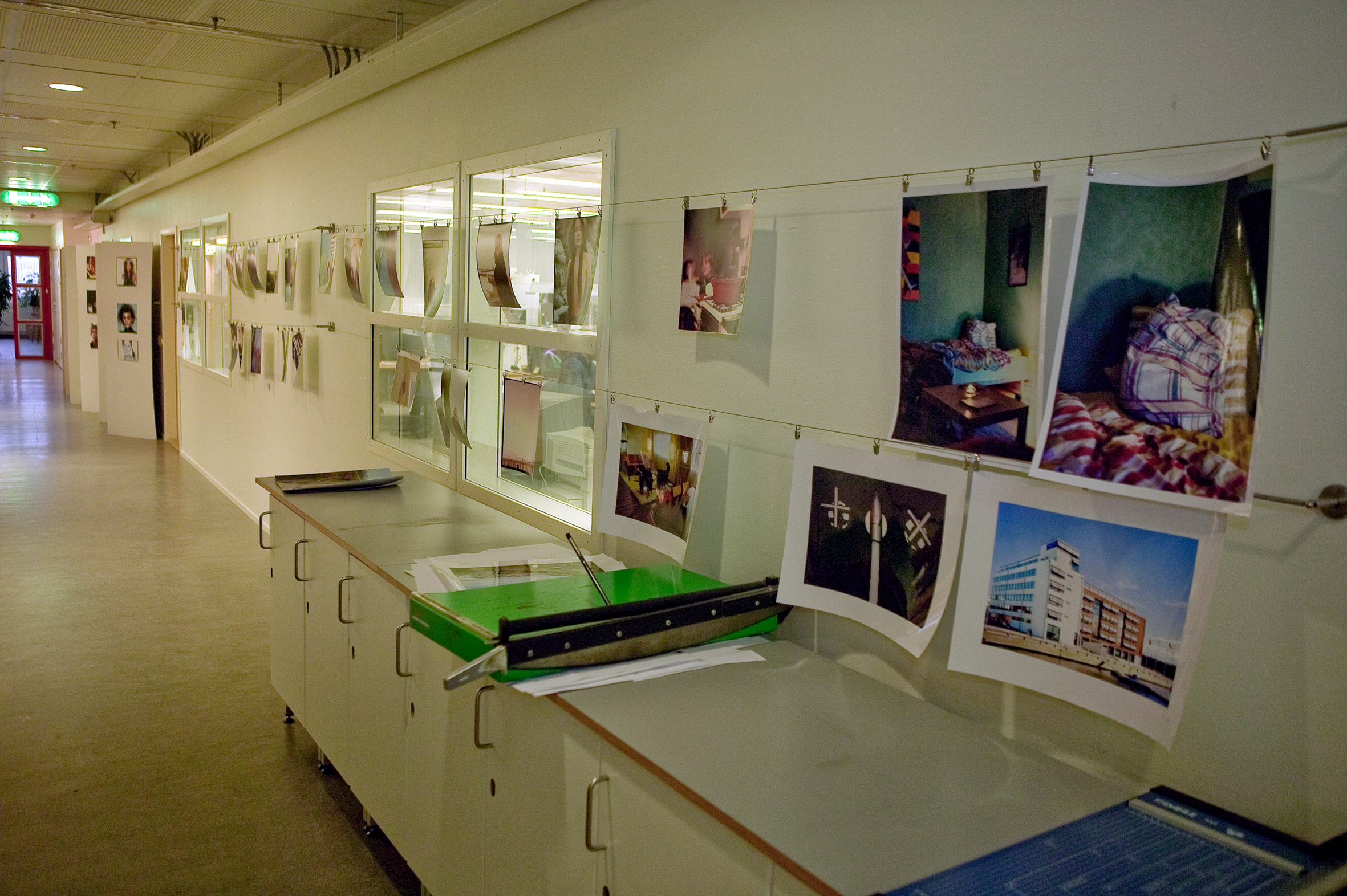
I korridoren kunde man hänga bilder. Lindholmen